# イングヴェイ・マルムスティーン
イングヴェイ・マルムスティーン（Yngwie Malmsteen、出生名：ラーシュ・ヨハン・イングヴェ・ランネベック（Lars Johan Yngve Lannerbäck）、1963年6月30日 - ）は、スウェーデン・ストックホルム出身のギタリスト、作曲家、マルチプレイヤー。アメリカ合衆国在住。「インギー」の愛称で親しまれている（ただ、本人はこの愛称をあまり好く思っていないとされる）。ロック・ギターにクラシック音楽の要素を盛り込み、驚異的な速弾きで80年代以降ギター奏法に大革命をもたらした。日本ではマイケル・シェンカーの「神」に対して「王者」と呼ばれる。

## 略歴
1963年6月30日、4人兄弟の末弟としてストックホルムにて出生する。生まれて間もなく両親が離婚し、画家の母に育てられる。10歳までは軍人である父方の「ランネベック（Lannerbäck）」姓を名乗っていた（「マルムスティーン(Malmsteen)」は母方の姓の英語読み）。5歳の誕生日にはプレゼントとしてアコースティック・ギターを、翌年の誕生日にはトランペットを母からもらうが、どちらも興味がなく、やっても長続きしなかったという。
1970年、世界的なギタリスト、ジミ・ヘンドリックスが死去した。TVで彼の特集番組を見て、ギターに興味を持ち練習を始める。また、姉からディープ・パープルのレコードを貰い、ここでもまた大きな影響を受け、ギターのコピーをし始める。彼が音楽から影響を受けたのには、姉も関係していたようである。この頃からクラシックも聴き始め、ヴァイオリンの楽譜をギターで弾くことにも挑戦していた。
少年時代は英語と美術の成績はすこぶる良かったものの、甘やかされて育ったため粗暴な少年で不登校気味であった。母親は学校に行かずに家でギターの練習をする生活を許したので、自宅で時間の許す限りギターの練習に費やした。やがて学校の廊下をバイクで走るような問題児になり15歳のときに学校を退学、ギター修理店でリュート製作をしていた。しかし姉のロロ・ランネベックへのインタビューによると仕事はしておらず、いつも自宅地下の練習場でギターを弾いており、食事は祖母に頼っていた。
1983年、イングヴェイのデモテープを聴いたシュラプネル・レコーズのマイク・ヴァーニーの誘いでアメリカ合衆国･カリフォルニア州ロサンゼルスへと渡る。地元のメタルバンド「スティーラー」（後にキールを結成するロン・キールが在籍）に加入。同年これを脱退し、グラハム・ボネット率いる「アルカトラス(Alcatrazz)」に加入し名声を得る。
1984年、自らのバンド「ライジング・フォース」を結成。ソロデビューアルバム『ライジング・フォース』をリリース。
1987年6月22日、ジャガー・Eタイプを運転中、木に激突するという大事故を起こす。8日間にわたる意識不明の重体で、右手に後遺症による麻痺も煩いリハビリで何とか克服するが、細かな手癖や後のギタープレイ自体にも支障を抱えることになる。
その後、ロサンゼルスを離れ、ニューヨークへ移住。
1988年、4thアルバム『オデッセイ』をリリース。同年、母リグマーが死去。
1989年、ライジング・フォース解散。以降は自身の名で活動をしていく。この頃から現在の住居兼スタジオがあるフロリダ州マイアミへ移る。
1990年、母に続き、兄ビヨンが鉄道事故により他界。
1991年、同郷の歌手であるエリカと結婚。1990年発売のエリカのアルバム『Cold Winter Night』に参加するなど良好な関係ではあったが、1992年に離婚。
1993年、当時の婚約者、アンバーの母により「自分と娘は（イングヴェイに）暴力を受け監禁されている」と通報され、一度は逮捕されるが、誤認と分かり釈放される。アンバーの母親は結婚に反対していた。その後アンバーと再婚も、当時のメンバー、マイク・ヴェセーラとの不倫疑惑（真偽は不明、イングヴェイの一方的な思い込みによる誤解説など諸説ある）に激怒し、1997年離婚。
1998年、現在のマネージャーである3度目の結婚相手・エイプリル夫人と間に長男のアントニオが誕生。翌年、息子と共にBURRN!誌11月号の表紙を飾る。
1999年、アルバム『アルケミー』をリリース。これ以降はライジング・フォース名義で活動していく。
2008年、自らのレコードレーベル「ライジングフォースレコード」設立。
2009年、ディープ・パープルと日本でジョイントツアー。

### 2010年代
2010年11月 『リレントレス』を発売した。2011年2月3日には、リレントレスの宣伝を兼ねて、アメリカのテレビ番組「レイト・ナイト・ウィズ・ジミー・ファロン」に出演した。
2011年8月6日 フロリダ州のサンライフ・スタジアムでのセントルイス・カージナルスとマイアミ・マーリンズの対戦前セレモニーでアメリカ国歌「星条旗」をソロ演奏し、始球式を行った。
2012年7月7日 母国スウェーデンでライブをすることは稀であったが、  スウェーデンイェヴレでの「Getaway Rock Festival 2012」に出演し、ナイトウィッシュやマノウォーと並んでヘッドライナーを務めた。
8月 公式自伝本『イングヴェイ・マルムスティーン自伝 Yng・WAY-俺のやり方』を発売した。
9月 ギター・レッスンや演奏映像を閲覧できる有料会員制Webサイト「Relentless Shred」をオープンした（2015年で閉鎖）。
12月5日 『スペルバウンド』を発売、全楽器をイングヴェイが担当し、このアルバム以降は専任ボーカルを迎えず制作するスタイルを取っている。
2013年10月20日 LOUD PARK 13で来日、当日はキング・ダイアモンドの出演キャンセルにより急遽ヘッドライナーとして大トリを務めた。
2014年6～7月 北米で「Guitar Gods」ツアーを主催した。元ガンズ・アンド・ローゼズのギタリストのロン・サール、ゲイリー・ホーイが主に参加し、ウリ・ジョン・ロートも参加することもあった。
2015年2月2日 渋谷公会堂で一夜限りの単独来日公演を実施。
2016年4～5月 スティーヴ・ヴァイが主催するGeneration Axeの北米ツアーに初参加した。
6月1日 20作目のスタジオ・アルバム『ワールド・オン・ファイア』を発売した。
2019年3月29日 『ブルー・ライトニング』を発売し、主にカヴァー曲とブルーズのルーツを辿った楽曲を収録している。

### 2020年代
2021年3月20日 ラスベガスでの「Yngwie Malmsteen: Fully Live! The Very Best Of」ライブを14.99ドルでオンライン配信した。
2021年7月23日 22作目のアルバム『パラベラム』を発売し、コロナ禍でツアーに出られない反面、作品のレコーディングに多くの時間を掛けられたと語っている。
2023年7月17日 オンラインギターレッスンのTrueFireにて「Yngwie Malmsteen's MaestroClass」の開講を発表した。自身の曲を題材にして、創造過程や技術的スキルの解説、デモ演奏等を行う。2024年5月 ソロデビュー40周年記念として9年振りの単独来日公演を実施。2024年11月、グッズとしてイングヴェイ監修のマルチビタミンのグミ（サプリメント）『Yngwie Malmsteen's Force』が公式サイトで販売されることが発表された。

## イングヴェイ・マルムスティーン・ライジング・フォース
イングヴェイ・マルムスティーンズ・ライジング・フォース (YNGWIE J. MALMSTEEN'S RISING FORCE) は、イングヴェイがアルカトラスを脱退した後に結成された。
彼はアマチュア時代にも同名のバンドを結成していたが、自身の主導する音楽活動のために母国スウェーデンより旧知のメンバーを呼び寄せ、オーディションで獲得した新人ボーカリストを加えてバンドとした。
- イングヴェイ・マルムスティーン Yngwie J. Malmsteen - ギター
- イェンス・ヨハンソン Jens Johansson - キーボード
- アンダース・ヨハンソン Anders Johansson - ドラム
- マルセル・ヤコブ Marcel Jacob - ベース
- ジェフ・スコット・ソート Jeff Scott Soto - ボーカル

本人も認めているが、ほとんど全ての権限をマルムスティーンが握っていて、バンド名も「イングヴェイ・J・マルムスティーンズ・ライジング・フォース」としていた。そして1986年にジェフ・スコット・ソートを解雇してバンドは解体、マルムスティーンのソロ名義となった。
その後ジョー・リン・ターナーがシンガーとなった際にバンド名義にすることを求められたため、アルバム『オデッセイ』にて一時的にライジング・フォースの名が復活するもののすぐにソロ名義に戻る。
1999年に再びマーク・ボールズを迎えて制作したアルバム『アルケミー』以後またバンド名義を使用するようになっている。
2010年代以降、現在はソロ名義である。

## プレイ・スタイルと使用機材

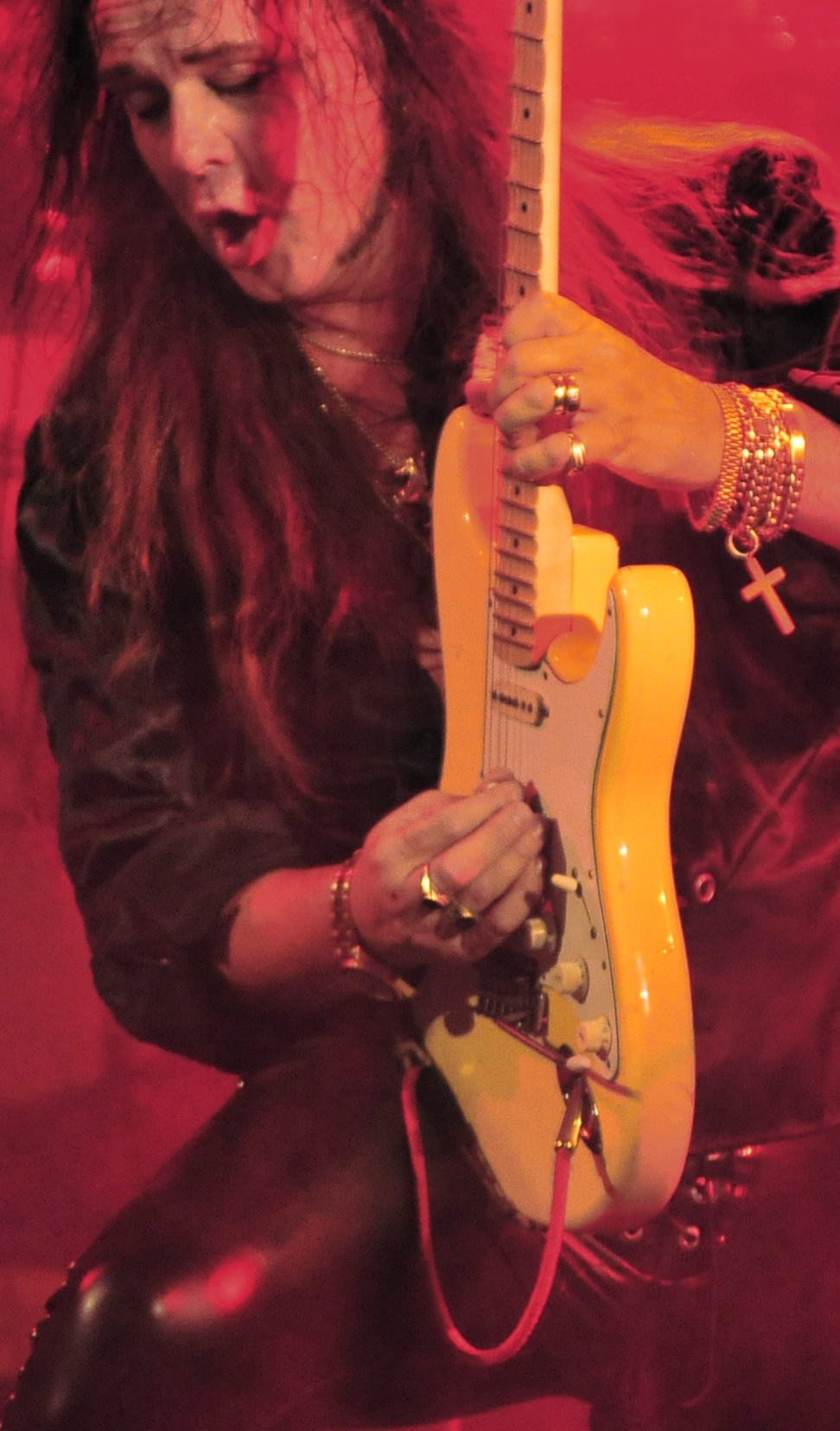
2008年

楽曲の特徴は、俗に言う欧州メタルのスタイルに、ハーモニックマイナー・パーフェクト・フィフス・ビロウというスケール（本人が言うところのフリジアンスケール）とアルペジオを主とした高速なギター・ソロが加わる所である。スウィープ奏法や、エコノミーピッキングなどのテクニックの存在を広く知らしめたとも言われる。インストゥルメンタルに於いては、大部分がインプロヴィゼーションに基づいている。その超絶なスケーリングは、19世紀の名ヴァイオリニストであるニコロ・パガニーニの技巧に多大なる影響を受けたとされる。ジミ・ヘンドリックスやウリ・ジョン・ロートなどのギタリスト、ジェネシス、ディープ・パープル、クイーン等の影響が強く、それらのバンドが得意としたクラシカルで盛儀なサウンド、リッチー・ブラックモアが初期レインボーで展開・確立した「様式美」をヘビー・メタルに導入し発展させた作風で欧州や日本における人気を確立した。
自らが7歳の時にテレビで観てギターを始めるきっかけになったとされるのがジミ・ヘンドリックスである。またスケーリングやジミの解釈に多大なヒントを与えたのはウルリッヒ・ロートであるとの認識が知られている。しかし、マルムスティーン自身（スウェーデン時代に初期スコーピオンズの曲を取り入れ演奏していた映像が残っているにもかかわらず）、ウルリッヒからの影響を否定していたが、現在は肯定に転じ敬愛するギタリストの一人として挙げている。
驚異的な速弾きばかりが強調されがちであるが、頻繁に交代するヴォーカリストに合わせて作曲の傾向を変えたり、即興的なフレーズにも冴えを見せる器用なギタリストで、ブルース・ロックもプレイできる（アルバム『トライアル・バイ・ファイアー：ライヴ・イン・レニングラード』の「Spanish Castle Magic」等）。
使用機材は一貫してフェンダー・ストラトキャスターとマーシャル・アンプで、リッチー・ブラックモアの影響が大きい(ただし、マルムスティーンは50wモデルの1987を愛用している)。
2008年11月には以前メインで使用していた「DUCK」を傷などの詳細まで再現されたレプリカ Yngwie Malmsteen Tribute Series Stratocaster“PLAY LOUD”が限定100本でフェンダーより定価180万円で発売された。
ストラトキャスター以外にもギブソンレスポール、ストラトキャスターと同じレイアウトに改造したギブソン・フライングV、ギブソンSGを所有し、レコーディングやステージで使用する事がある。また、アルカトラス時代には荒井貿易株式会社がバンド側とエンドースメント契約を交わした事情からアリアプロIIのギターを主にステージで使用し、当時の広告にも登場した。
エフェクターは、最低でもDOD250オーヴァードライヴプリアンプとBOSS NS-2 ノイズ・サプレッサーはラックに組み込まれている。2000年代にDOD社と共同で開発したYJM308プリアンプオーヴァードライヴを使用。2014年1月のNAMM SHOWにてフェンダー社より「Yngwie Malmsteen Over Drive」が発表され、現在はこちらを愛用している。レコーディングでKORG社のギターシンセサイザーシステムを使用していた事もある。『トリロジー』〜『オデッセイ』期のギターテクニシャンであったイアン・ファーガソンは「彼（イングヴェイ）はフットスイッチをとても激しく踏みつけるのでそれらをよく壊す。彼は激しく踏むとエフェクターがよく効くと思っているようだ」と語っている。
ピックアップは10代の頃から30年以上に渡ってディマジオ社製の製品 FS-1、HS-1、HS-2、HS-3、HS-4(旧名 YJM) を使用し蜜月関係を築き上げていたが、2010年よりセイモア・ダンカン製作のピックアップ（YJM FURY STK-S10）を大変気に入り早速使用、ダンカン派に回る事を発表した。ディマジオ社はこの事に対し｢当社に対する裏切り行為だ。マルムスティーンは金でダンカンに寝返った」と憤慨している。
2002年、NAMM Summer Session 2002にて、シグネチャー・アンプヘッド Rhino BLACK STAR YJM-50を発表した。Marshall 1987Xを元に製作されている。だが、イングヴェイはほとんど使わずじまいだった模様。
2011年、Winter NAMM SHOW 2011!! にて、シグネチャー・アンプヘッド Marshall YJM100を発表し、世界限定で500台が発売された。Marshall 1959 Plexi headを元に製作されている。なおイングヴェイ自身使用している様子は不明慮な点がある。
2014年、The NAMM Show 2014にて、Yngwie Malmsteen Signature Accessoriesをフェンダーから発表した。中身は、ギグバッグ・ケーブル・弦・チューナー・オーヴァードライヴエフェクト・ストラップである。
2019年、The NAMM Show 2019にて、1988年のシグネチャー・モデルギター発売30周年を記念して、フェンダーカスタムショップより4色（Olympic White、Burgundy Mist、Sonic Blue、Candy Apple Red）のYNGWIE MALMSTEEN SIGNATURE STRATOCASTERが発表された。定価は71万5千円となっている。
2022年、ジム・ダンロップから3種類のシグネチャー・ピック（YJM-01WH：YNGWIE MALMSTEEN 1.5MM、YJM-02RD：YNGWIE MALMSTEEN 2.0MM、YJM-03YL：YNGWIE MALMSTEEN 1.14MM）を発表した。
2024年9月、ジム・ダンロップからシグネチャーペダル「MXR® YNGWIE MALMSTEEN OVERDRIVE YJM308」を発表した。カラーはレッドと、期間限定のイエロー、2025年4月には楽器小売チェーン「ギター・センター」から新色としてホワイトが発売された。イングヴェイは「このペダルは45年以上にわたり、あらゆる点で完璧なサウンドを目指してきた集大成だ。MXR Yngwie Malmsteen Overdriveを手に取ってみてくれ。そのサウンドにきっと驚かされるはずだ」と語っている。
弦は1弦が.008から始まるものだが、ボトムの弦が通常のセットより太いヘヴィーボトムのセットを使用し、弦のアクションは高くセットされている。また彼のトレードマークとなっている「スキャロップ指板」によって軽いタッチで押弦出来ることからあの驚異的な速弾きが生み出される。軟らかいピックでフルピッキングフレーズを弾くとタイムラグが生じるので、ピックはダンロップ製2.0mm厚のかなり分厚い物を使用している。

## 出自
イングヴェイ自身の主張によると、先祖はスウェーデンの貴族であり、1622年に銀の鉱山を発見した功績を称えられてスウェーデン国王から伯爵の位を与えられたという。また、マルムスティーンの姓はこれに由来し「マルム」＝「銀の」、「スティーン」＝「鉱石」の意であるとしている。現在、自宅には伯爵の紋章が飾られている。これをモチーフにした曲が 「Overture 1622」（『マグナム・オーパス』収録）である。
なおスウェーデンの貴族制度は1921年に廃止されたが、当時作成された爵位を持つスウェーデン貴族名簿には父方のランネベック家も、母方のマルムスティーン家の名前も伯爵の項目には家名が記載されていない。
実のところはマルムスティーン家はadliga ätterという爵位が無く身分が一番低い貴族の項目のところに記載されており、イングウェイは傍系ながら一応貴族の血を受け継いでいると思われる。ゆえにマルムスティーン家は無爵の貴族ではあるが、本人が主張するところの伯爵の爵位を持つ一族ではないことは明白である。

## エピソードなど

### 機材について
- 所有するストラトの数は200本以上、マーシャルヘッドは40台近くを所持している。
- ベースも多数所有しており、ジャズベースは全てフレットレスである。レコーディングではPJタイプのテレキャスター(愛称「Big Boy」)をメインで使用している。
- 彼のマーシャルは1971年製マーク2、50ワットである。
- なぜラージヘッドストラトに拘っているのかについて、マルムスティーンはそれが他の年代のものよりヘッドが大きい分リッチで満たされた気分になるから、とインタビューで応えている。
- ただし、1985年半ばごろから90年代前半までスモールヘッド・ストラトをステージ上で使用した事があった。

### 雑誌でのランキング
- 「TOP 10 Fastest Shredders of All Time」で第3位。（Guitar One誌、2003年）
- 「音楽史上最悪のロック･ミュージシャン」で第14位。（Blender誌、2003年）
- 「100 Greatest Metal Guitarists of All Time」で第17位。（Guitar World誌、2004年）
- 「The 10 Greatest Electric Guitar Players」で第9位。（Time誌、2009年）
- 「ギター・マガジンが選ぶ! 史上最も偉大なギタリスト100人」で19位。（ギター・マガジン、2010年）
- 「The 50 Fastest Guitarists of All Time」で第8位。（Guitar World誌、2011年）
- 「The 100 Greatest Guitarists of All Time」で第43位。（Guitar World誌、2012年）

### エピソード
- ソロ以降は「Yngwie Malmsteen」、「Yngwie J. Malmsteen」、「Yngwie J. Malmsteen's Rising Force」、「Yngwie Johann Malmsteen」の計4種類の名義がある。
- これまで作ってきたアルバムの中で本人が特に気に入っている（最も出来が良い）ものは

 1995年時「Rising Force」、「Trilogy」、「The Seventh Sign」、「Magnum Opus」

2000年時「Rising Force」、「Trilogy」、「The Seventh Sign」、「Alchemy」、「Concerto Suite」

2012年時「Rising Force」、「Alchemy」、「Attack!!」、「Concerto Suite」、「Relentless」
- アメリカで一番売れた「Odyssey」に関しては、複雑な心境を抱いており大好きとは言い難いと語っている。
- 1985年6月29日のライヴでは、前座で出演していたTalasのビリー・シーンがステージ場に駆け付けて共演を果たした。また誕生日前日ということもあり、ビリーやマルセル・ヤコブらからパイを顔に投げつけられ、誕生日を祝われた。
- 1988年、日本ツアーに向かう飛行機内（ファーストクラス）で、メンバーは酷く酔っ払い周囲に迷惑をかけていた。酔っ払い眠ってしまったイングヴェイに、その場にいた女性が水を掛け、それに怒った彼は「Nu jävlar! You released the fucking fury!!」と言い放った。しかし、メンバーがその場面を録音し、2001年にインターネットで流された。このことは後に『アンリーシュ・ザ・フューリー - Unleash The Fury』のタイトルの元ネタにもなった。
- 1992年に発表した『ファイヤー・アンド・アイス』はオリコンチャートで自身初の総合1位を獲得したアルバムであり、この快挙についてイングヴェイは「初登場で……だろ？もちろん感激だけど、まずは凄く驚いた。うまく言えないほど嬉しいよ」と語った。しかし、首位の翌週には93位に下落してしまいこの記録は「首位から翌週に最多下落したアルバム」として今も破られていない（但し初登場1位→93位を記録したのは初回限定盤。当時のオリコンチャートは同一タイトルでも初回盤と通常盤は別集計だった）。
- 1993年5月7日放送の『ドラえもん』第1242話「グッドタイムマシン」の回で、ドラえもんの出す道具のディスプレイの一覧の最後に‘YNGWIE MALMSTEEN’と一瞬表示された。このディスプレイには他にもHR/HMのバンドの名前が数多く表示されている。
- 1994年8月18日には、日本武道館でのUWFインターナショナル 「'94プロレスリング ワールドトーナメント優勝戦」 高田延彦 VS スーパー・ベイダー戦を観戦しに来日した。高田のテーマ曲としてイングヴェイが作曲した「POWER AND GLORY 〜Takada's Theme〜」が入場の際に流され、イングヴェイから花束が贈呈されたが、この時にリングアナウンサーを担当していた声優の小野坂昌也から「イングヴェイ・マルスティーンさん」と名前を間違われて紹介されていた。試合の結果は高田が負け、それ以降この曲は使用されなくなった。ちなみに試合に勝ったスーパー・ベイダーには、優勝賞金3000万円が贈られた。
- 2001年7月16日に行われた大阪厚生年金会館でのライヴをもって、日本公演の回数が100回目を迎えた（クリニックは含めず）。因みに100回の日本公演を行った海外ミュージシャンはダリル・ホール&ジョン・オーツ（2005年3月21日に100回目）、MR. BIG（2011年4月7日に100回目）、ボン・ジョヴィ（2013年12月4日に100回目）などがいる。
- デビューから二十代のあいだは187cmの長身に加えスリムかつ端整な風貌であったが、90年代を少し過ぎた頃から太り始め、2002年の『アタック!!』発売時には顎の肉に顔が埋もれるほどまで肥満したが、2010年代頃から太り始めた頃の体型に戻り体系維持に努めている。
- マルムスティーンのロング･ヘアーは30年近く伸ばし放題で、調髪してもらう以外全くカットすらしていない。さらに、10年近く前からもみあげを蓄えるようになった。
- かつて飲酒と共に愛煙家だったが現在、喫煙と飲酒はやめている。
- 車はフェラーリをこよなく愛し、ギターにフェラーリのロゴステッカーを貼っている事が多い。2008年発表のアルバム『パーペチュアル・フレイム』に収録されている楽曲「Red Devil」はイングヴェイの愛車について書かれたものである。ちなみにアルバムの歌詞カード裏は赤いフェラーリをバックにポーズをとるイングヴェイのポスターになっている。
- CDの開発に携わった伯父からは「コレが未来のレコードだ」と言われ見せてもらったが、その当時はピンと来なかった。
- 漫画BECKでは、“イングヴェイ楽器店”という名前の楽器店が登場する。
- ミッキー・ディーはハードロックカフェにて、イングヴェイの妻（当時）アンバーに挨拶をしようと握手のため手を差し出したら、誤解したイングヴェイにいきなり殴りかかられたことがある。しかし、間もなくそれが勘違いだと分かり謝罪を受けたが、この時のことを後日ミッキーはイングヴェイを「太った友達」と形容したうえで、「まあそれが彼だから・・悪い感情は抱いてない」と話している。
- 2012年に日本のインターネット上でイングヴェイを携帯電話の待ち受け画面にすると金運が上がるというインターネットミームが話題となったことがある[23]。
- ももいろクローバーZの配信シングル『猛烈宇宙交響曲・第七楽章『無限の愛』（Emperor Style）』に参加している[24]。
- 息子のアントニオもギタリストだがプレイ･スタイルはリッチー・ブラックモアからの影響が前面に出ている。

## ディスコグラフィ

### スタジオ・アルバム

#### スティーラー
| 発売年 | タイトル | チャート最高位 | レーベル | レーベル | レーベル | 備考         |
| 発売年 | タイトル | US             | US       | JPN      | UK       | 備考         |
| ------ | -------- | -------------- | -------- | -------- | -------- | ------------ |
| 1983   | Steeler  | -              | Shrapnel | -        | -        | 日本版未発売 |

#### アルカトラス
| 発売年 | タイトル （原題）                                                     | チャート最高位 | チャート最高位 | レーベル | レーベル         | レーベル | 備考                     |
| 発売年 | タイトル （原題）                                                     | JPN            | US             | JPN      | US               | EU       | 備考                     |
| ------ | --------------------------------------------------------------------- | -------------- | -------------- | -------- | ---------------- | -------- | ------------------------ |
| 1983   | ノー・パロール・フロム・ロックン・ロール No Parole from Rock 'n' Roll | 31             | 128            | Polydor  | Rocshire Records | RCA      | 旧邦題は『アルカトラス』 |

#### ソロ、ライジングフォース名義
|      | 発売年 | タイトル （原題） | チャート最高位 | チャート最高位 | チャート最高位 | チャート最高位 | レーベル            | レーベル                    | レーベル                          | 認定                             |
| JPN  | 発売年 | タイトル （原題） | SWE            | US             | UK             | JPN            | US                  | UK & EU                     |                                   | 認定                             |
| ---- | ------ | --- | -------------- | -------------- | -------------- | -------------- | ------------------- | --------------------------- | --------------------------------- | -------------------------------- |
| 1st  | 1984   | ライジング・フォース Rising Force                                                                                        | 19             | 14             | 60             | -              | Polydor             | Polydor                     | Polydor                           |                                  |
| 2nd  | 1985   | マーチング・アウト Marching Out                                                                                          | 18             | 9              | 54             | -              | Polydor             | Polydor                     | Polydor                           |                                  |
| 3rd  | 1986   | トリロジー Trilogy | 16             | 18             | 44             | -              | Polydor             | Polydor                     | Polydor                           |                                  |
| 4th  | 1988   | オデッセイ Odyssey | 19             | 7              | 40             | 27             | Polydor             | Polydor                     | Polydor                           |                                  |
| 5th  | 1990   | エクリプス Eclipse | 11             | 12             | 112            | 43             | Polydor             | Polydor                     | Polydor                           |                                  |
| 6th  | 1992   | ファイアー・アンド・アイス Fire & Ice                                                                                    | 1              | 11             | 121            | 57             | Elektra             | Elektra                     | Elektra HNE Recordings Ltd        | RIAJ：ゴールド(旧)               |
| 7th  | 1994   | セヴンス・サイン The Seventh Sign                                                                                        | 2              | 11             | -              | -              | Pony Canyon         | Spitfire CMC                | Steamhammer Music For Nations     | RIAJ：ゴールド(旧)、プラチナ(旧) |
| 8th  | 1995   | マグナム・オーパス Magnum Opus                                                                                           | 9              | 17             | -              | -              | Pony Canyon         | Spitfire Viceroy Music      | Steamhammer Music For Nations     | RIAJ：ゴールド(旧)               |
| 9th  | 1996   | インスピレーション Inspiration (cover album)                                                                             | 9              | 35             | -              | -              | Pony Canyon         | Spitfire Foundation Records | SPV Steamhammer Music For Nations | RIAJ：ゴールド(旧)               |
| 10th | 1997   | フェイシング・ジ・アニマル Facing the Animal                                                                             | 4              | 39             | -              | -              | Pony Canyon         | Spitfire Mercury            | Mercury Dream Catcher             | RIAJ：ゴールド(旧)               |
| 11th | 1998   | エレクトリック・ギターとオーケストラのための協奏組曲 変ホ短調『新世紀』 Concerto Suite for Electric Guitar and Orchestra | 10             | -              | -              | -              | Pony Canyon         | Spitfire                    | Dream Catcher                     |                                  |
| 12th | 1999   | アルケミー Alchemy | 11             | -              | -              | -              | Pony Canyon         | Spitfire Dream Catcher      | Dream Catcher                     |                                  |
| 13th | 2000   | ウォー・トゥ・エンド・オール・ウォーズ War to End All Wars                                                               | 20             | -              | -              | -              | Pony Canyon         | Spitfire Dream Catcher      | Dream Catcher                     |                                  |
| 14th | 2002   | アタック!! Attack!! | 17             | 37             | -              | -              | Pony Canyon         | Epic                        | Steamhammer                       |                                  |
| 15th | 2005   | アンリーシュ・ザ・フューリー Unleash the Fury                                                                            | 23             | -              | -              | -              | Universal Music LLC | Spitfire                    | SPV Steamhammer                   |                                  |
| 16th | 2008   | パーペチュアル・フレイム Perpetual Flame                                                                                 | 15             | 52             | -              | -              | Universal Music LLC | Rising Force Records        | Rising Force Records              |                                  |
| 17th | 2009   | エンジェルス・オブ・ラヴ Angels of Love (instrumental album)                                                             | 55             | -              | -              | -              | Universal Music LLC | Rising Force Records        | -                                 |                                  |
| 18th | 2010   | リレントレス Relentless                                                                                                  | 40             | -              | -              | -              | Universal Music LLC | Rising Force Records        | -                                 |                                  |
| 19th | 2012   | スペルバウンド Spellbound                                                                                                | 40             | -              | -              | -              | Universal Music LLC | Rising Force Records        | -                                 |                                  |
| 20th | 2016   | ワールド・オン・ファイア World on Fire                                                                                   | 24             | -              | -              | -              | KING RECORDS        | Rising Force Records        | -                                 |                                  |
| 21st | 2019   | ブルー・ライトニング Blue Lightning                                                                                      | 35             | -              | -              | -              | KING RECORDS        | Mascot Records              | Mascot Records                    |                                  |
| 22nd | 2021   | パラベラム Parabellum | 22             | -              | -              | -              | KING RECORDS        | Mascot Records              | Mascot Records                    |                                  |

### ミニ・アルバム

#### ソロ、ライジングフォース名義
| 発売年 | タイトル （原題）                     | チャート最高位 | レーベル    |
| 発売年 | タイトル （原題）                     | JPN            | JPN         |
| ------ | ------------------------------------- | -------------- | ----------- |
| 1994   | アイ・キャント・ウェイト I Can't Wait | 25             | Pony Canyon |

### ライブ・アルバム

#### アルカトラス
| 発売年 | タイトル （原題） | チャート最高位 | チャート最高位 | レーベル     | レーベル         | レーベル  |
| 発売年 | タイトル （原題） | JPN            | US             | JPN          | US               | EU        |
| ------ | --- | -------------- | -------------- | ------------ | ---------------- | --------- |
| 1984   | ライヴ・センテンス Live Sentence | 21             | 133            | Polydor      | Rocshire Records | -         |
| 2010   | ライヴ'83 Live '83 | -              | -              | WARD RECORDS | Deadline Music   | -         |
| 2010   | ノー・パロール・フロム・ロックン・ロール・ツアー ～ ライヴ・イン・ジャパン 1984.1.28 オーディオ・トラックス No Parole From Rock 'n' Roll Tour - Live In Japan 1984.1.28 Audio Tracks | -              | -              | WARD RECORDS | -                | -         |
| 2018   | ライヴ・イン・ジャパン1984〜コンプリート・エディション Live in Japan 1984 - Complete Edition                                                                                         | -              | -              | WARD RECORDS | -                | Ear Music |

#### ソロ、ライジングフォース名義
| 発売年 | タイトル （原題） | チャート最高位 | チャート最高位 | チャート最高位 | チャート最高位 | レーベル       | レーベル         | レーベル       | 備考                              |
| 発売年 | タイトル （原題） | JPN            | SWE            | US             | UK             | JPN            | US               | EU             | 備考                              |
| ------ | --- | -------------- | -------------- | -------------- | -------------- | -------------- | ---------------- | -------------- | --------------------------------- |
| 1989   | トライアル・バイ・ファイアー:ライヴ・イン・レニングラード Trial By Fire: Live In Leningrad | 20             | 31             | 128            | 65             | Polydor        | Polydor          | Polydor        |                                   |
| 1998   | ライヴ!! Live!! | 48             | -              | -              | -              | Pony Canyon    | Spitfire Records | Dream Catcher  | 米国版のタイトルは「Double Live」 |
| 2002   | エレクトリック・ギターとオーケストラのための協奏組曲 変ホ短調 コンチェルト・ライヴ・イン・ジャパン・ウィズ・新日本フィルハーモニー交響楽団 Concerto Suite for Electric Guitar and Orchestra in E flat minor LIVE with the New Japan Philharmonic | 29             | -              | -              | -              | Pony Canyon    | -                | -              |                                   |
| 2014   | スペルバウンド・ライヴ・イン・タンパ Spellbound Live In Tampa | 66             | -              | -              | -              | KING RECORDS   | -                | -              |                                   |
| 2021   | Tokyo 1985 | -              | -              | -              | -              | Alive The Live | -                | -              |                                   |
| 2021   | Budokan Hall Tokyo 1994 | -              | -              | -              | -              | Alive The Live | -                | -              |                                   |
| 2025   | トウキョウ・ライヴ Tokyo Live | -              | -              | -              | -              | KING RECORDS   | -                | Music Theories |                                   |

#### G3
| 発売年 | タイトル （原題）                                                             | チャート最高位 | チャート最高位 | レーベル | レーベル | レーベル |
| 発売年 | タイトル （原題）                                                             | JPN            | US             | JPN      | US       | EU       |
| ------ | ----------------------------------------------------------------------------- | -------------- | -------------- | -------- | -------- | -------- |
| 2004   | G3 ライヴ：ロッキン・イン・ザ・フリー・ワールド G3: Rockin' in the Free World | -              | -              | Epic     | Epic     | Epic     |

#### Generation Axe
| 発売年 | タイトル （原題） | チャート最高位 | チャート最高位 | レーベル     | レーベル  | レーベル  |
| 発売年 | タイトル （原題） | JPN            | US             | JPN          | US        | EU        |
| ------ | --- | -------------- | -------------- | ------------ | --------- | --------- |
| 2019   | ザ・ギターズ・ザット・デストロイド・ザ・ワールド ~ライヴ・イン・チャイナ The Guitars That Destroyed the World: Live In China | 89             | -              | KING RECORDS | Ear Music | Ear Music |

### コンピレーション・アルバム

#### スティーラー
| 発売年 | タイトル                                                                                      | チャート最高位 | レーベル       | レーベル      | レーベル      | 備考 |
| 発売年 | タイトル                                                                                      | US             | US             | JPN           | UK            | 備考 |
| ------ | --------------------------------------------------------------------------------------------- | -------------- | -------------- | ------------- | ------------- | ---- |
| 2005   | メタルジェネレイション-ザ・スティーラー・アンソロジー Metal Generation: The Steeler Anthology |                | Deadline Music | Majestic Rock | Majestic Rock |      |

#### ソロ、ライジングフォース名義
| 発売年 | タイトル （原題） | チャート最高位 | チャート最高位 | チャート最高位 | レーベル    | レーベル             | レーベル               | 備考                                                               |
| 発売年 | タイトル （原題） | JPN            | US             | UK             | JPN         | US                   | EU/UK                  | 備考                                                               |
| ------ | --- | -------------- | -------------- | -------------- | ----------- | -------------------- | ---------------------- | ------------------------------------------------------------------ |
| 1991   | エクリプス・ダブル・パック Eclipse Double Pack                                                                           | 70             | -              | -              | Polydor     | -                    | -                      | 完全限定版 日本だけのスペシャルCDセット                            |
| 1991   | クラシック・フォー・ヘヴィー・メタル・キッズ Vol.3 ライジング・フォース&アクセプト編 Classics For Heavy Metal Kids Vol.3 | -              | -              | -              | Polydor     | -                    | -                      | 影響を受けたクラシック曲を収録した「BURRN!」とポリドールの共同企画 |
| 1991   | イングヴェイ・マルムスティーン・コレクション The Yngwie Malmsteen Collection                                             | 62             | -              | -              | Polydor     | Polydor              | Polydor                | ソロで自身初のベスト・アルバム                                     |
| 1992   | クラシック・フォー・ヘヴィー・メタル・キッズ Vol.5 イングヴェイ・マルムスティーン編 Classics For Heavy Metal Kids Vol.5  | -              | -              | -              | Polydor     | -                    | -                      | 影響を受けたクラシック曲を収録した「BURRN!」とポリドールの共同企画 |
| 2000   | イングヴェイ・マルムスティーン フェイヴァリット・クラシック 1 The young person's guide to the classic.1/Yngwie Malmsteen | -              | -              | -              | Pony Canyon | -                    | -                      | イングヴェイ選曲によるクラシック集                                 |
| 2000   | イングヴェイ・マルムスティーン フェイヴァリット・クラシック 2 The young person's guide to the classic.2/Yngwie Malmsteen | -              | -              | -              | Pony Canyon | -                    | -                      | イングヴェイ選曲によるクラシック集                                 |
| 2000   | アンソロジー 1994-1999 Anthology 1994-1999                                                                               | 41             | -              | -              | Pony Canyon | -                    | -                      |                                                                    |
| 2000   | The Best Of 1990 - 1999                                                                                                  | -              | -              | -              | -           | Spitfire             | Dream Catcher          | 米国版のタイトルは「The Best Of '90 - '99」                        |
| 2001   | イングヴェイ・マルムスティーン・アーカイヴズ Yngwie Malmsteen Archives (Boxed Set)                                       | -              | -              | -              | Pony Canyon | -                    | -                      | 2001年6月クラシック公演来日記念:10枚組ボックス・セット             |
| 2002   | ザ・ジェネシス The Genesis                                                                                               | 94             | -              | -              | Pony Canyon | -                    | Rising Force Records   | デモ集                                                             |
| 2004   | 王者烈奏〜インストゥルメンタル・ベスト・アルバム Instrumental Best Album                                                 | 177            | -              | -              | Pony Canyon | -                    | -                      |                                                                    |
| 2005   | The Millennium Collection: The Best of Yngwie Malmsteen                                                                  | -              | -              | -              | -           | Polydor              | -                      |                                                                    |
| 2006   | コンプリート・ボックス・ポリドール・イヤーズ Complete Box Polydor Years (Boxed Set)                                      | -              | -              | -              | Polydor     | -                    | -                      |                                                                    |
| 2008   | 2 Originals Of Yngwie Malmsteen (Attack / Unleash The Fury)                                                              | -              | -              | -              | -           | -                    | SPV                    |                                                                    |
| 2009   | High Impact | -              | -              | -              | -           | Rising Force Records | -                      | 日本盤未発売                                                       |
| 2015   | Now Your Ships Are Burned: The Polydor Years 1984-1990                                                                   | -              | -              | -              | -           | -                    | Polydor, Universal UMC |                                                                    |

### シングル

#### ソロ、ライジングフォース名義
| 発売年 | タイトル （原題）                                                                  | レーベル       | レーベル | レーベル | 品番       | 備考 |
| 発売年 | タイトル （原題）                                                                  | JPN            | US       | EU/UK    | JPN        | 備考 |
| ------ | ---------------------------------------------------------------------------------- | -------------- | -------- | -------- | ---------- | ---- |
| 1985   | スタジオ / ライヴ '85 Studio / Live '85                                            | Polydor        | -        | Polydor  | 12MM7015   |      |
| 1985   | アイ・アム・ア・ヴァイキング I Am A Viking                                         | Polydor        | -        | -        | 7DM0130    |      |
| 1986   | ユー・ドント・リメムバー You Don't Remember, I'll Never Forget                     | Polydor        | Polydor  | Polydor  | 7DM0164    |      |
| 1988   | Heaven Tonight                                                                     | -              | Polydor  | Polydor  | -          |      |
| 1990   | Save Our Love                                                                      | -              | -        | Polydor  | -          |      |
| 1990   | Making Love                                                                        | -              | -        | Polydor  | -          |      |
| 1992   | ティーザー Teaser                                                                  | WEA MUSIC K.K. | Elektra  | Elektra  | WMD5-4092  |      |
| 1992   | ノー・マーシー No Mercy                                                            | WEA MUSIC K.K. | Elektra  | Elektra  | WMD5-4104  |      |
| 1994   | フォーエヴァー・ワン Forever One                                                   | Pony Canyon    | -        | -        | PCDY-00122 |      |
| 1994   | パワー・アンド・グローリー ～高田延彦のテーマ～ Power And Glory ～Takada's Theme～ | Pony Canyon    | -        | -        | PCDY-00127 |      |

### 映像作品(VHS/LD/DVD/BD)
| 発売日                                                   | タイトル | 発売元                                         | 規格                         | 規格品番         | 定価    | 備考 |
| -------------------------------------------------------- | --- | ---------------------------------------------- | ---------------------------- | ---------------- | ------- | --- |
| 1984年5月21日                                            | メタリック・ライヴ'84 METALLIC LIVE '84 | 東映ビデオ                                     | VHS、β                       | TE-M570          | \13,800 | Alcatrazz名義 |
| 1984年5月21日                                            | メタリック・ライヴ'84 METALLIC LIVE '84 | 東映ビデオ                                     | LD                           | TE-D026          | \9,800  | Alcatrazz名義 |
| 1985年5月25日                                            | ライヴ'85 Live'85 | ポリドール                                     | VHS、β                       | 6512-8           | \12,800 | 映像のエフェクト加工有り |
| 1985年6月25日                                            | ライヴ'85 Live'85 | ポリドール                                     | LD                           | 5112-8           | ¥8,800  | 映像のエフェクト加工有り |
| 1986年                                                   | スターズ Stars | 松竹ビデオ                                     | VHS                          | FU-0125          | \9,800  | Hear 'n Aid名義 未DVD化 |
| 1986年                                                   | スターズ Stars | パイオニア                                     | LD                           | SM058-3080       | ¥5,800  | Hear 'n Aid名義 未DVD化 |
| 1990年11月25日                                           | チェイシング・イングヴェイ/トーキョー・ライヴ'85 Chasing Yngwie Live in Tokyo '85                                                           | ポリドール                                     | VHS                          | POVV-1701        | ¥4,500  | 映像のエフェクト加工無し 未DVD化                                                                                             |
| 1990年11月25日                                           | チェイシング・イングヴェイ/トーキョー・ライヴ'85 Chasing Yngwie Live in Tokyo '85                                                           | ポリドール                                     | LD                           | POLV-1703        |         | 映像のエフェクト加工無し 未DVD化                                                                                             |
| 1995年9月25日 （再発版）                                 | チェイシング・イングヴェイ/トーキョー・ライヴ'85 Chasing Yngwie Live in Tokyo '85                                                           | ポリグラム                                     | VHS                          | POVV-1601        | ¥2,980  | 映像のエフェクト加工無し 未DVD化                                                                                             |
| 1995年9月25日 （再発版）                                 | チェイシング・イングヴェイ/トーキョー・ライヴ'85 Chasing Yngwie Live in Tokyo '85                                                           | ポリグラム                                     | LD                           | POLV-1601        |         | 映像のエフェクト加工無し 未DVD化                                                                                             |
| 1990年4月25日                                            | ライヴ・イン・レニングラード Trial by Fire/Live in Leningrad                                                                                | ビデオアーツ・ミュージック                     | VHS                          | VAVP-146         | \4,800  | |
| 1990年4月25日                                            | ライヴ・イン・レニングラード Trial by Fire/Live in Leningrad                                                                                | ビデオアーツ・ミュージック                     | LD                           | VALP-3146        | \4,800  | |
| 1992年11月1日                                            | ライヴ・イン・レニングラード Trial by Fire/Live in Leningrad                                                                                | ポリグラム                                     | VHS                          | POVP-1501        | \3,800  | |
| 1992年11月1日                                            | ライヴ・イン・レニングラード Trial by Fire/Live in Leningrad                                                                                | ポリグラム                                     | LD                           | POLP-1501        |         | |
| 1992年4月25日(VHS) 1992年6月25日(LD) 2001年12月19日(DVD) | イングヴェイ・マルムスティーン・コレクション the YNGWIE MALMSTEEN collection                                                                | ポリグラム                                     | VHS                          | POVP-1001        | \4,893  | |
| 1992年4月25日(VHS) 1992年6月25日(LD) 2001年12月19日(DVD) | イングヴェイ・マルムスティーン・コレクション the YNGWIE MALMSTEEN collection                                                                | ポリグラム                                     | LD                           | POLP-1001        | \4,893  | |
| 1992年4月25日(VHS) 1992年6月25日(LD) 2001年12月19日(DVD) | イングヴェイ・マルムスティーン・コレクション the YNGWIE MALMSTEEN collection                                                                | ユニバーサルミュージック インターナショナル    | DVD                          | UIBY-1016        | ¥4,104  | |
| 1993年7月21日                                            | スーパーギタリスト列伝 Hard 'N Heavy Volume 8                                                                                               | 日本クラウン                                   | VHS                          | CRVE-5014        | \2,800  | 未DVD化 |
| 1993年5月25日                                            | レオ・フェンダー・スペシャル Leo Fender Special                                                                                             | 徳間ジャパン                                   | VHS                          | TKVB-60540       | \5,900  | 未DVD化 |
| 1993年5月25日                                            | レオ・フェンダー・スペシャル Leo Fender Special                                                                                             | 徳間ジャパン                                   | LD                           | TKLB-50100       | \5,900  | 未DVD化 |
| 1993年8月25日                                            | LIVE ～レオ・フェンダーに捧ぐ～ | ワーナーミュージック・ジャパン                 | VHS                          | WMV5-7034        | \3,146  | Leo Fender Specialのイングヴェイ版 国内のみリリース、未DVD化                                                                 |
| 1994年7月21日(VHS/LD) 2002年2月20日(DVD)                 | ライヴ・アット・武道館 Live at Budokan | ポニー・キャニオン                             | VHS                          | POVP-1001        | \4,854  | |
| 1994年7月21日(VHS/LD) 2002年2月20日(DVD)                 | ライヴ・アット・武道館 Live at Budokan | ポニー・キャニオン                             | LD                           | PCLP-00515       | \4,854  | |
| 1994年7月21日(VHS/LD) 2002年2月20日(DVD)                 | ライヴ・アット・武道館 Live at Budokan | ポニー・キャニオン                             | DVD                          | PCBP-50511       | \3,800  | |
| 1998年9月18日(VHS) 2002年2月20日(DVD)                    | ライヴ！！ LIVE！！ | ポニー・キャニオン                             | VHS                          | PCCY-01279       | \7,800  | CD2枚付 |
| 1998年9月18日(VHS) 2002年2月20日(DVD)                    | ライヴ！！ LIVE！！ | ポニー・キャニオン                             | DVD                          | PCBP-50512       | \3,800  | |
| 2000年11月22日                                           | ビデオ・クリップス Video Clips | ポニー・キャニオン                             | VHS                          | PCVP-52956       | \3,000  | |
| 2000年11月22日                                           | ビデオ・クリップス Video Clips | ポニー・キャニオン                             | DVD                          | PCBP-50299       | \3,780  | |
| 2002年1月17日                                            | コンチェルト・ライヴ・イン・ジャパン・ウィズ・新日本フィルハーモニー交響楽団 Concerto Suite for Electric Guitar & Orchestra                 | ポニー・キャニオン                             | VHS                          | PCVP-53060       | \4,800  | |
| 2002年1月17日                                            | コンチェルト・ライヴ・イン・ジャパン・ウィズ・新日本フィルハーモニー交響楽団 Concerto Suite for Electric Guitar & Orchestra                 | ポニー・キャニオン                             | DVD                          | PCBP-50498       | \4,800  | |
| 2004年7月7日 2009年2月4日（再発版）                      | ライヴ・イン・デンバー LIVE IN DENVER | ソニー・ミュージックジャパンインターナショナル | DVD                          | EIBP-36          | \4,700  | G3名義 再発版はライヴ・イン・デンヴァー                                                                                      |
| 2004年7月7日 2009年2月4日（再発版）                      | ライヴ・イン・デンバー LIVE IN DENVER | ソニー・ミュージックジャパンインターナショナル | DVD                          | EIBP-118         | \3,300  | G3名義 再発版はライヴ・イン・デンヴァー                                                                                      |
| 2006年12月13日                                           | ライジング・フォース:ライヴ・イン・ジャパン’85 RISING FORCE・LIVE IN JAPAN’85                                                               | ユニバーサルミュージックジャパン               | DVD                          | UIBO-1111        | \3,800  | ライヴ'85の初DVD化 |
| 2006年12月13日                                           | トライアル・バイ・ファイアー:ライヴ・イン・レニングラード’89 TRIAL BY FIRE・LIVE IN LENINGRAD’89                                            | ユニバーサルミュージックジャパン               | DVD                          | UIBO-1112        | \3,800  | 初DVD化 |
| 2007年1月22日                                            | Far Beyond the Sun | Universal UK                                   | DVD                          |                  |         | |
| 2009年3月24日                                            | LIVE IN BUDOKAN | Rising Force Records                           | DVD                          |                  |         | ライヴ・アット・武道館と同じ                                                                                                 |
| 2009年3月24日                                            | LIVE ANIMAL | Rising Force Records                           | DVD                          | ライヴ！！と同じ |         | |
| 2009年10月13日                                           | LIVE IN KOREA | Rising Force Records                           | DVD                          | 初映像化         |         | |
| 2010年1月27日                                            | ノー・パロール・フロム・ロックンロール・ツアー - ライブ・イン・ジャパン 1984.1.28 No Parole From Rock'N'Roll Tour - Live In Japan 1984.1.28 | ハピネット                                     | DVD                          | HMBR-1063        | \3,800  | Alcatrazz名義、初DVD化 |
| 2010年6月29日                                            | Raw Live | Rising Force Records                           | DVD                          |                  |         | オフィシャルブートレグ集 |
| 2014年9月10日                                            | スペルバウンド・ライヴ・イン・オーランド SPELLBOUND LIVE IN ORLANDO                                                                         | キングレコード                                 | DVD                          | KIBM-455         | \4,500  | |
| 2018年9月28日                                            | ライヴ・イン・ジャパン1984〜コンプリート・エディション Live in Japan 1984 - Complete Edition                                                | ワードレコーズ                                 | BD+2CD                       | GQXS-90341       | \11,000 | Alcatrazz名義、初BD化 デジタル・リマスタリング&未公開カメラアングルを含めた完全再編集版 「ジェット・トゥ・ジェット」を初収録 |
| 2018年9月28日                                            | ライヴ・イン・ジャパン1984〜コンプリート・エディション Live in Japan 1984 - Complete Edition                                                | ワードレコーズ                                 | DVD+2CD                      | GQBS-90380       | \9,000  | Alcatrazz名義、初BD化 デジタル・リマスタリング&未公開カメラアングルを含めた完全再編集版 「ジェット・トゥ・ジェット」を初収録 |
| 2018年9月28日                                            | ライヴ・イン・ジャパン1984〜コンプリート・エディション Live in Japan 1984 - Complete Edition                                                | ワードレコーズ                                 | BD                           | GQXS-90344       | \7,000  | Alcatrazz名義、初BD化 デジタル・リマスタリング&未公開カメラアングルを含めた完全再編集版 「ジェット・トゥ・ジェット」を初収録 |
| 2018年9月28日                                            | ライヴ・イン・ジャパン1984〜コンプリート・エディション Live in Japan 1984 - Complete Edition                                                | ワードレコーズ                                 | DVD                          | GQBS-90383       | \6,000  | Alcatrazz名義、初BD化 デジタル・リマスタリング&未公開カメラアングルを含めた完全再編集版 「ジェット・トゥ・ジェット」を初収録 |
| 2018年9月28日                                            | ライヴ・イン・ジャパン1984〜コンプリート・エディション Live in Japan 1984 - Complete Edition                                                | ワードレコーズ                                 | 500セット限定Blu-rayボックス | WRDZZ-769        | \20,000 | Alcatrazz名義、初BD化 デジタル・リマスタリング&未公開カメラアングルを含めた完全再編集版 「ジェット・トゥ・ジェット」を初収録 |
| 2018年9月28日                                            | ライヴ・イン・ジャパン1984〜コンプリート・エディション Live in Japan 1984 - Complete Edition                                                | ワードレコーズ                                 | 500セット限定DVDボックス     | WRDZZ-770        | \20,000 | Alcatrazz名義、初BD化 デジタル・リマスタリング&未公開カメラアングルを含めた完全再編集版 「ジェット・トゥ・ジェット」を初収録 |
| 2024年10月30日                                           | YNGWIE MALMSTEEN 40th Anniversary Japan Tour 2024                                                                                           | 株式会社blowgrow                               | Blu-ray                      | BLGR-1001        | \9,800  | |

### ゲスト参加
| 発売年 | 名義                                       | アルバム名 | 曲名                                                                  | 備考                                             |
| ------ | ------------------------------------------ | --- | --------------------------------------------------------------------- | ------------------------------------------------ |
| 1984   | サード・ステージ・アラート 3rd Stage Alert | サード・ステージ・アラート 3rd Stage Alert | Adagio (For a Dead Soldier)                                           | イングヴェイによる初プロデュース作品             |
| 1986   | ヒア・アンド・エイド Hear'n Aid            | ヒア・アンド・エイド Hear'n Aid | Stars                                                                 |                                                  |
| 1988   | Tone Norum                                 | This Time... | Point Of No Return                                                    |                                                  |
| 1990   | エリカ・マルムスティーン Erika             | イン・ジ・アームズ・オブ・ア・ストレンジャー Cold Winter Night                                                                                | Emergency                                                             |                                                  |
| 1991   | Various                                    | Guitars That Rule The World | Leviathan                                                             |                                                  |
| 1994   | Various                                    | スモーク・オン・ザ・ウォーター ～ディープ・パープルに捧ぐ～ Smoke On The Water: A Tribute                                                     | Speed King                                                            | Vo. Kelly Keeling                                |
| 1994   | Various                                    | スモーク・オン・ザ・ウォーター ～ディープ・パープルに捧ぐ～ Smoke On The Water: A Tribute                                                     | Lazy                                                                  | Vo. Joe Lynn Turner                              |
| 1995   | Carmine Appice's Guitar Zeus               | ギター・ゼウス Carmine Appice's Guitar Zeus                                                                                                   | This Time Around                                                      | Vo. Doug Pinnick                                 |
| 1995   | Various                                    | “ブラック・ナイト”ディープ・パープル・トリビュート・アコーディング・トゥ・ニューヨーク Black Night: Deep Purple Tribute According To New York | Burn                                                                  | Vo. Cory Glover Gt. Lars Y. Loudamp、Guitar Solo |
| 1996   | ヒューマン・クレイ Human Clay              | ヒューマン・クレイ Human Clay | Jealousy                                                              |                                                  |
| 1996   | Saxon                                      | The Eagle Has Landed Part II | Denim & Leather                                                       |                                                  |
| 1996   | ヨハンソン Johansson                       | ソニック・ウィンター Sonic Winter | Enigma Suite                                                          |                                                  |
| 1996   | ヨハンソン Johansson                       | ソニック・ウィンター Sonic Winter | All Opposable Thumbs                                                  |                                                  |
| 1996   | Various                                    | クイーン・トリビュート ～ドラゴン・アタック～ Dragon Attack: A Tribute to Queen                                                               | Keep Yourself Alive                                                   | Vo. Mark Boals                                   |
| 1997   | マイク・ヴェセーラ・プロジェクト MVP       | ウィンドウズ Windows | Say A Prayer                                                          |                                                  |
| 1999   | Various                                    | Holy Dio: A Tribute to Ronnie James Dio | Gates Of Babyron                                                      | Vo. Jeff Scott Soto                              |
| 1999   | Various                                    | エアロスミス・トリビュート Tribute To Aerosmith: Not The Same Old Song And Dance                                                              | Dream On                                                              | Vo. Ronnie James Dio                             |
| 1999   | Various                                    | トリビュート・トゥ・ヴァン・ヘイレン 2000 Little Guitars - A Tribute To Van Halen                                                             | Light Up The Sky                                                      | Vo. Doug Pinnick                                 |
| 2000   | Various                                    | トリビュート・トゥ・オジー／バット・ヘッド・スープ Bat Head Soup - Tribute To Ozzy                                                            | Mr. Crowley                                                           | Vo. Tim "Ripper" Owens                           |
| 2002   | Åsa Jinder                                 | Tro, Hopp & Kärlek - Visor Om Livet | Göksbypolska                                                          |                                                  |
| 2003   | デレク・シェリニアン Derek Sherinian       | ブラック・ユートピア Black Utopia | The Fury                                                              |                                                  |
| 2003   | デレク・シェリニアン Derek Sherinian       | ブラック・ユートピア Black Utopia | The Sons Of Anu                                                       |                                                  |
| 2003   | デレク・シェリニアン Derek Sherinian       | ブラック・ユートピア Black Utopia | Axis Of Evil                                                          |                                                  |
| 2003   | Various                                    | インフルエンセス・アンド・コネクションズ Vol.1 MR.BIG Influences & Connections - Volume One: Mr. Big                                          | Daddy, Brother, Lover, Little Boy                                     | Guitar Solo, Vo. Joe Lynn Turner                 |
| 2005   | Radioactive                                | Taken | Shattered                                                             |                                                  |
| 2005   | ヴァイオレント・ストーム Violent Storm     | ストーム ・ウォーニング Storm Warning | Fire In The Unknown                                                   |                                                  |
| 2005   | ヴァイオレント・ストーム Violent Storm     | ストーム ・ウォーニング Storm Warning | Pain Is For Me                                                        |                                                  |
| 2005   | DJ Schmolli                                | Schnipseljagd Vol. 01 | What's This Name For?                                                 |                                                  |
| 2006   | Various                                    | ブッチャリング・ザ・ビートルズ～ヘッドバッシング・トリビュート Butchering The Beatles - A Headbashing Tribute                                 | Magical Mystery Tour                                                  | Vo. Jeff Scott Soto                              |
| 2006   | デレク・シェリニアン Derek Sherinian       | ブラッド・オヴ・ザ・スネイク Blood Of The Snake                                                                                               | Blood Of The Snake                                                    |                                                  |
| 2006   | デレク・シェリニアン Derek Sherinian       | ブラッド・オヴ・ザ・スネイク Blood Of The Snake                                                                                               | The Monsoon                                                           |                                                  |
| 2006   | デレク・シェリニアン Derek Sherinian       | ブラッド・オヴ・ザ・スネイク Blood Of The Snake                                                                                               | Prelude To Battle                                                     |                                                  |
| 2006   | デレク・シェリニアン Derek Sherinian       | ブラッド・オヴ・ザ・スネイク Blood Of The Snake                                                                                               | Viking Massacre                                                       |                                                  |
| 2014   | ももいろクローバーZ                        | 猛烈宇宙交響曲・第七楽章「無限の愛」(Emperor Style)                                                                                           | 猛烈宇宙交響曲・第七楽章「無限の愛」 (Emperor Style)                  | 配信限定シングル                                 |
| 2014   | ももいろクローバーZ                        | 猛烈宇宙交響曲・第七楽章「無限の愛」(Emperor Style)                                                                                           | 猛烈宇宙交響曲・第七楽章「無限の愛」 (Emperor Style -off vocal ver.-) | 配信限定シングル                                 |
| 2022   | Various                                    | レガシー：トリビュート・トゥ・レスリー・ウェスト Legacy: A Tribute to Leslie West                                                             | Long Red                                                              | feat. Yngwie Malmsteen & Teddy Rondinelli        |

### バンドスコア
| 初版発売日          | タイトル                                                    | 出版社                                | ISBN                                  |
| ------------------- | ----------------------------------------------------------- | ------------------------------------- | ------------------------------------- |
| 1984年3月           | アルカトラス                                                | シンコーミュージック                  | ISBN 4-401-14096-6                    |
| 1984年7月           | ライブ・センテンス                                          | ドレミ楽譜出版社                      | ISBN 4-8108-5344-6                    |
| 1990年11月          | ライジング・フォース                                        | ドレミ楽譜出版社                      | ISBN 4-8108-5898-7                    |
| 1990年11月          | マーチング・アウト                                          | ドレミ楽譜出版社                      | ISBN 4-8108-5899-5                    |
| 1986年10月          | トリロジー                                                  | ドレミ楽譜出版社                      | ISBN 4-8108-5894-4                    |
| 1988年6月           | オデッセイ                                                  | ドレミ楽譜出版社                      | ISBN 4-8108-5895-2                    |
| 1989年12月          | トライアル・バイ・ファイアー ライヴ・イン・レニングラード   | ドレミ楽譜出版社                      | ISBN 4-8108-5891-X                    |
| 1990年8月 1995年8月 | エクリプス                                                  | リットーミュージック ドレミ楽譜出版社 | ISBN 4-8456-0136-2 ISBN 4-8108-5892-8 |
| 1994年3月           | ファイアー・アンド・アイス                                  | ドレミ楽譜出版社                      | ISBN 4-8108-5916-9                    |
| 1994年3月           | セヴンス・サイン                                            | ドレミ楽譜出版社                      | ISBN 4-8108-5946-0                    |
| 1994年12月          | アイ・キャント・ウェイト                                    | ドレミ楽譜出版社                      | ISBN 4-8108-5955-X                    |
| 1995年3月           | スモーク・オン・ザ・ウォーター ～ディープ・パープルに捧ぐ～ | シンコーミュージック                  | ISBN 4-4013-4807-9                    |
| 1995年4月           | ライブ・アット・武道館                                      | ドレミ楽譜出版社                      | ISBN 4-8108-5958-4                    |
| 1996年1月           | マグナム・オーパス                                          | ドレミ楽譜出版社                      | ISBN 4-8108-5960-6                    |
| 1996年12月          | インスピレーション                                          | ドレミ楽譜出版社                      | ISBN 4-8108-5968-1                    |
| 1998年1月           | フェイシング・ジ・アニマル                                  | ドレミ楽譜出版社                      | ISBN 4-8108-5971-1                    |
| 1998年8月           | 新世紀（カラオケCD付）                                      | ドレミ楽譜出版社                      | ISBN 4-8108-6830-3                    |
| 1999年3月           | ライヴ !!                                                   | ドレミ楽譜出版社                      | ISBN 4-8108-5977-0                    |
| 2000年4月           | アルケミー                                                  | ドレミ楽譜出版社                      | ISBN 4-8108-5980-0                    |
| 2000年6月           | アンソロジー 1994-1999                                      | ドレミ楽譜出版社                      | ISBN 4-8108-5983-5                    |
| 2001年3月           | ウォー・トゥ・エンド・オール・ウォーズ                      | ドレミ楽譜出版社                      | ISBN 4-8108-5987-8                    |
| 2003年5月           | アタック!!                                                  | ドレミ楽譜出版社                      | ISBN 4-8108-6189-9                    |
| 2004年5月           | 王者烈奏 : インストゥルメンタル・ベスト・アルバム           | ドレミ楽譜出版社                      | ISBN 4-8108-8572-0                    |
| 2005年8月           | アンリーシュ・ザ・フューリー                                | ドレミ楽譜出版社                      | ISBN 4-2851-0297-8                    |
| 2009年2月           | パーペチュアル・フレイム                                    | ドリーム・ミュージック・ファクトリー  | ISBN 978-4-9044-5604-0                |
| 2009年5月           | エンジェルス・オブ・ラヴ                                    | ドリーム・ミュージック・ファクトリー  | ISBN 978-4-9044-5607-1                |

### 特集本、教則関連、その他
| 初版発売日     | タイトル                                                                                         | 出版社               | ISBN                   |
| -------------- | ------------------------------------------------------------------------------------------------ | -------------------- | ---------------------- |
| 1990年5月      | ヤング・ギター5月増刊号 100%イングヴェイ・マルムスティーン                                       | シンコーミュージック |                        |
| 1991年、2004年 | Yngwie Malmsteen REH VIDEO [VHS]・[DVD]                                                          | YAMAHA               |                        |
| 1994年8月      | 君もなれるイングヴェイ・マルムスティーン                                                         | シンコーミュージック | ISBN 4-4011-4203-9     |
| 1994年12月     | ヤング・ギター12月増刊 The イングヴェイ・マルムスティーン                                        | シンコーミュージック |                        |
| 1995年10月     | The Ultimate Guitar 第1楽章「速弾き」 [VHS]                                                      | ポニーキャニオン     |                        |
| 1995年10月     | The Ultimate Guitar 第2楽章「アルペジオ(スウィープ)」 [VHS]                                      | ポニーキャニオン     |                        |
| 1995年10月     | The Ultimate Guitar 第3楽章「クラシック」 [VHS]                                                  | ポニーキャニオン     |                        |
| 1996年2月      | ヤング・ギター2月増刊 100%イングヴェイ・マルムスティーンII                                       | シンコーミュージック |                        |
| 1998年4月      | [The 100%] イングヴェイ・ヨハン・マルムスティーン                                                | シンコーミュージック |                        |
| 1999年6月      | BURRN! 1999年6月号増刊 METALLION (8)                                                             | シンコーミュージック |                        |
| 2000年9月      | イングヴェイ奏法 三部作 -PLAY LOUD!- [DVD]                                                       | ポニーキャニオン     |                        |
| 2000年9月      | イングヴェイ奏法:究極編 -PLAY LOUD!- [FULL-SHRED] [DVD]                                          | ポニーキャニオン     |                        |
| 2002年9月      | ヤング・ギター[エクストラ]03 〜イングヴェイ・マルムスティーン奏法 Vol.1〜                        | シンコーミュージック | ISBN 4-4011-4287-X     |
| 2003年2月      | ヤング・ギター[エクストラ]10 〜イングヴェイ・マルムスティーン奏法 Vol.2〜                        | シンコーミュージック | ISBN 4-4011-4296-9     |
| 2003年10月     | ヤング・ギター[エクストラ]22 〜イングヴェイ・マルムスティーン奏法 Vol.3〜                        | シンコーミュージック | ISBN 4-4011-4315-9     |
| 2005年3月      | ヤング・ギター[ザ・スコア]02 イングヴェイ・マルムスティーン                                      | シンコーミュージック | ISBN 978-4-4011-5581-1 |
| 2007年3月      | ヤング・ギター[ウルトラ・エクストラ]05 〜イングヴェイ・マルムスティーン奏法〜                    | シンコーミュージック | ISBN 978-4-4011-4415-0 |
| 2009年11月     | ヤング・ギター[ボーナス・エクストラ03] イングヴェイ・マルムスティーン奏法+ポール・ギルバート奏法 | シンコーミュージック | ISBN 978-4-4011-4470-9 |
| 2007年7月      | 天才ギタリスト イングヴェイ・マルムスティーン                                                    | シンコーミュージック | ISBN 978-4-4016-3121-6 |
| 2008年8月      | BURRN! 2008年10月号増刊 METALLION (31)                                                           | シンコーミュージック |                        |
| 2013年8月      | イングヴェイ・マルムスティーン自伝 Yng・WAY-俺のやり方                                           | シンコーミュージック | ISBN 978-4-4016-3852-9 |
| 2015年7月      | ヤング・ギター[インタビューズ] イングヴェイ・マルムスティーン vol.1                              | シンコーミュージック | ISBN 978-4-4016-4193-2 |
| 2015年8月      | ヤング・ギター[インタビューズ] イングヴェイ・マルムスティーン vol.2                              | シンコーミュージック | ISBN 978-4-4016-4194-9 |
| 2016年5月      | 見て・聴いて弾ける! イングヴェイ・マルムスティーン(DVD付)                                        | シンコーミュージック | ISBN 978-4-4011-4572-0 |
| 2021年8月      | イングヴェイ・マルムスティーン ライヴ・ツアー・イン・ジャパン 1984-1994                          | シンコーミュージック | ISBN 978-4-4016-5091-0 |

### カバー作品
| 発売年 | 名義                              | アルバム名 | 曲名                                   | 備考                               |
| ------ | --------------------------------- | --- | -------------------------------------- | ---------------------------------- |
| 1993   | DDT                               | 全日本プロレステーマ大全集Vol.2 ALL JAPAN PRO.WRESTLING THE BEST OF THEME MUSIC Vol.2                                                           | 田上明のテーマ/ECLIPSE                 |                                    |
| 1998   | Various                           | 全日本プロレステーマ大全集Vol.3 THE BEST OF ALL JAPAN PRO-WRESTLING THEME'98                                                                    | 田上明のテーマ/ECLIPSE                 | Concerto Moon                      |
| 1998   | 屍忌蛇                            | スタンド・プラウド!～オール・フォー・ヘヴィ・メタル STAND PROUD!-ALL FOR HEAVY METAL                                                            | Far Beyond The Sun                     |                                    |
| 1998   | 屍忌蛇                            | スタンド・プラウド!～オール・フォー・ヘヴィ・メタル STAND PROUD!-ALL FOR HEAVY METAL                                                            | Jet To Jet                             | Vo. 森川之雄                       |
| 1999   | Various                           | ギター・オデッセイ ~トリビュート・トゥ・イングヴェイ・マルムスティーン~ A Guitar Odyssey: A Tribute To Yngwie Malmsteen                         | Big Foot                               | Chris Amott                        |
| 1999   | Various                           | ギター・オデッセイ ~トリビュート・トゥ・イングヴェイ・マルムスティーン~ A Guitar Odyssey: A Tribute To Yngwie Malmsteen                         | Too Young To Die, Too Drunk To Live    | Stormwind                          |
| 1999   | Various                           | ギター・オデッセイ ~トリビュート・トゥ・イングヴェイ・マルムスティーン~ A Guitar Odyssey: A Tribute To Yngwie Malmsteen                         | Hiroshima Mon Amour                    | Wicked Ways                        |
| 1999   | Various                           | ギター・オデッセイ ~トリビュート・トゥ・イングヴェイ・マルムスティーン~ A Guitar Odyssey: A Tribute To Yngwie Malmsteen                         | Icarus Dream Suite                     | Treasure Land                      |
| 1999   | Various                           | ギター・オデッセイ ~トリビュート・トゥ・イングヴェイ・マルムスティーン~ A Guitar Odyssey: A Tribute To Yngwie Malmsteen                         | Little Savage                          | Firewind                           |
| 1999   | Various                           | ギター・オデッセイ ~トリビュート・トゥ・イングヴェイ・マルムスティーン~ A Guitar Odyssey: A Tribute To Yngwie Malmsteen                         | Disciples Of Hell                      | Mayadome                           |
| 1999   | Various                           | ギター・オデッセイ ~トリビュート・トゥ・イングヴェイ・マルムスティーン~ A Guitar Odyssey: A Tribute To Yngwie Malmsteen                         | I'm A Viking                           | Pathos                             |
| 1999   | Various                           | ギター・オデッセイ ~トリビュート・トゥ・イングヴェイ・マルムスティーン~ A Guitar Odyssey: A Tribute To Yngwie Malmsteen                         | Anguish And Fear                       | Destiny                            |
| 1999   | Various                           | ギター・オデッセイ ~トリビュート・トゥ・イングヴェイ・マルムスティーン~ A Guitar Odyssey: A Tribute To Yngwie Malmsteen                         | Fire                                   | Daniel L. Dalley & Power           |
| 1999   | Various                           | ギター・オデッセイ ~トリビュート・トゥ・イングヴェイ・マルムスティーン~ A Guitar Odyssey: A Tribute To Yngwie Malmsteen                         | Dark Ages                              | Carl Johan Grimmark                |
| 1999   | Various                           | ギター・オデッセイ ~トリビュート・トゥ・イングヴェイ・マルムスティーン~ A Guitar Odyssey: A Tribute To Yngwie Malmsteen                         | Rising Force                           | Evergrey                           |
| 1999   | Various                           | ギター・オデッセイ ~トリビュート・トゥ・イングヴェイ・マルムスティーン~ A Guitar Odyssey: A Tribute To Yngwie Malmsteen                         | Bedroom Eyes                           | Mike Chlasciak                     |
| 1999   | Various                           | ギター・オデッセイ ~トリビュート・トゥ・イングヴェイ・マルムスティーン~ A Guitar Odyssey: A Tribute To Yngwie Malmsteen                         | Yngwie 2000                            | Mattias 'IA' Eklundh               |
| 2000   | Various                           | パワー・フロム・ザ・ノース～スウェーデン・ロックス・ザ・ワールド Power From The North - Sweden Rocks The World                                  | Disciples Of Hell                      | Vo. Mats Levén                     |
| 2000   | Various                           | パワー・フロム・ザ・ノース～スウェーデン・ロックス・ザ・ワールド Power From The North - Sweden Rocks The World                                  | You Don't Remember, I'll Never Forget  | Vo. Göran Edman                    |
| 2001   | DGM                               | ドリームランド Dreamland | You Don't Remember (I'll Never Forget) | Vo. Titta Tani                     |
| 2002   | HammerFall                        | クリムゾン・サンダー Crimson Thunder | Rising Force                           | Vo. Joacim Cans                    |
| 2004   | Concerto Moon                     | アフター・ザ・ダブルクロス AFTER THE DOUBLE CROSS                                                                                               | Hiroshima Mon Amour                    | Vo. 井上貴史                       |
| 2005   | Supreme Majesty                   | エレメンツ・オブ・クリエイション Elements of Creation                                                                                           | Far Beyond The Sun                     |                                    |
| 2007   | Roger Staffelbach's Angel Of Eden | ジ・エンド・オヴ・ネヴァー The End Of Never | You Don't Remember, I'll Never Forget  | Vo. Carsten Lizard Schulz          |
| 2008   | EMPYRIOS                          | ザ・グローリアス・シックネス The Glorious Sickness                                                                                              | Rising Force                           | Vo. Silvio Mancini                 |
| 2009   | Various                           | PRO-WRESTLING NOAH FIGHT for FREEDOM | 田上明「ECLIPSE」                      | Concerto Moon                      |
| 2010   | Labyrinth                         | リターン・トゥ・ヘヴン・ディナイド・パート2～ア・ミッドナイト・オータムズ・ドリーム Return to Heaven Denied Pt. II: "A Midnight Autumn's Dream" | You Don't Remember, I'll Never Forget  | Vo. Roberto Tiranti                |
| 2010   | Syu                               | クライング・スターズ -スタンド・プラウド！ CRYING STARS -STAND PROUD!                                                                           | Never Die                              | Vo. 小野“SHO”正利                  |
| 2011   | GALNERYUS                         | フェニックス・ライジング Phoenix Rising | Never Die (Live)                       | Vo. 小野“SHO”正利                  |
| 2015   | Vindictiv                         | World Of Fear | Far Beyond The Sun                     |                                    |
| 2016   | EVAN                              | ブルー・ライトニング Blue Lightning | Far Beyond The Sun                     |                                    |
| 2019   | NHORHM                            | ニュー・ヘリテージ・オブ・リアル・ヘヴィ・メタル・エクストラ・エディション New Heritage Of Real Heavy Metal extra edition                       | Don't Let It End                       | ピアノカバー                       |
| 2019   | NHORHM                            | ニュー・ヘリテージ・オブ・リアル・ヘヴィ・メタル・エクストラ・エディション New Heritage Of Real Heavy Metal extra edition                       | The Seventh Sign                       | ピアノカバー                       |
| 2021   | Quadratum From Unlucky Morpheus   | ラウド・プレイング・ワークショップ Loud Playing Workshop                                                                                        | Far Beyond The Sun                     | ヴァイオリンカバー                 |
| 2021   | Jeff Scott Soto                   | The Duets Collection, Vol. 1 | Don’t Let It End                       | Vo. Jeff Scott Soto, Dino Jelusick |
| 2023   | Ronnie Romero                     | レイズド・オン・ヘヴィ・レディオ Raised On Heavy Radio                                                                                          | You Don't Remember, I'll Never Forget  | Vo. Ronnie Romero                  |
| 2023   | Miyako                            | Etude Op.23 / 覚醒のエチュード | Far Beyond The Sun                     | ピアノカヴァー                     |

## メンバー

### 現在のメンバー
- イングヴェイ・マルムスティーン – ギター、バッキング・ボーカル  (1978年–現在)
- エミリオ・マルティネス – ベース (2017年–現在)
- ニック・マリノ – キーボード、ボーカル  (2005年–2006年、2010年–現在)
- ワイアット・クーパー – ドラムス (2024年9月–現在)

## 来日公演

### 単独公演
- NO PAROLE FROM ROCK’N’ROLL Tour（1984年）〈Alcatrazz〉[注 4]
  - 1月24日 大阪 フェスティバルホール
  - 1月26日 名古屋 名古屋市公会堂
  - 1月28日・29日（昼・夜） 東京 中野サンプラザ
- Marching Out Tour（1985年）
  - 1月22日 大阪 大阪厚生年金会館
  - 1月23日 名古屋 名古屋市公会堂
  - 1月24日 東京 中野サンプラザ
  - 1月26日・27日（昼・夜） 東京 東京郵便貯金会館
- Trilogy Tour（1986年）
  - 11月07日 東京 渋谷公会堂
  - 11月09日（昼・夜） 東京 NHKホール
  - 11月10日 東京 中野サンプラザ
  - 11月12日 名古屋 名古屋市公会堂
  - 11月14日 大阪 フェスティバルホール
- Odyssey Tour（1988年）
  - 8月16日 名古屋 名古屋市公会堂
  - 8月17日・18日 大阪 フェスティバルホール
  - 8月20日 京都 京都会館
  - 8月23日 横浜 横浜文化体育館
  - 8月25日 東京 日本武道館
- Eclipse Tour（1990年）
  - 6月14日 福岡 福岡サンパレス
  - 6月16日 瀬戸 瀬戸市文化センター
  - 6月18日 広島 広島郵便貯金ホール
  - 6月20日 大阪 大阪厚生年金会館
  - 6月21日・22日 東京 中野サンプラザ
  - 6月25日 横浜 横浜文化体育館
  - 6月26日 仙台 イズミティ21
  - 6月27日・28日 東京 NHKホール
- Fire and Ice Tour（1992年）
  - 3月04日 浦和 浦和市文化センター
  - 3月05日 横浜 横浜文化体育館
  - 3月07日 広島 広島厚生年金会館
  - 3月08日 福岡 福岡サンパレス
  - 3月09日 尼崎 尼崎市総合文化センター
  - 3月10日 大阪 大阪厚生年金会館
  - 3月12日 名古屋 名古屋市公会堂
  - 3月14日 東京 日本武道館
  - 3月16日 仙台 宮城県民会館
- Seventh Sign Tour（1994年）
  - 3月08日 名古屋 名古屋市民会館
  - 3月10日 北九州 九州厚生年金会館
  - 3月11日・12日 広島 広島郵便貯金ホール
  - 3月13日・14日 大阪 フェスティバルホール
  - 3月16日 東京 日本武道館
  - 3月18日 大宮 大宮ソニックシティ
  - 3月19日 秋田 秋田市文化会館
  - 3月21日 仙台 仙台サンプラザ
  - 3月23日 横須賀 横須賀芸術劇場
- Magnum Opus Tour（1995年）[注 5]
  - 9月08日 鹿児島 鹿児島市民文化ホール
  - 9月09日 北九州 九州厚生年金会館
  - 9月11日 広島 広島郵便貯金ホール
  - 9月12日 松山 松山市民会館
  - 9月14日 倉敷 倉敷市民会館
  - 9月15日 大阪 フェスティバルホール
  - 9月16日 京都 京都会館
  - 9月18日 尼崎 尼崎市総合文化センター
  - 9月19日 名古屋 名古屋市公会堂
  - 9月20日 宇都宮 栃木県総合文化センター
  - 9月22日 札幌 北海道厚生年金会館
  - 9月24日 盛岡 岩手教育会館
  - 9月25日 秋田 秋田市文化会館
  - 9月27日 新潟 新潟テルサ
  - 9月28日 仙台 イズミティ21
  - 9月29日 横浜 神奈川県民ホール
  - 9月30日 東京 日本武道館
- Inspiration Tour（1996年）
  - 11月2日 名古屋 名古屋市公会堂
  - 11月4日 大阪 フェスティバルホール
  - 11月5日 東京 東京厚生年金会館
  - 11月6日・7日 東京 中野サンプラザ
- Facing the Animal Tour（1998年）
  - 4月05日 東京 渋谷公会堂
  - 4月06日・7日 東京 赤坂BLITZ[注 6]
  - 4月09日 横浜 神奈川県民ホール
  - 4月10日 東京 NHKホール
  - 4月12日 川口 川口総合文化センター
  - 4月13日 仙台 宮城県民会館
  - 4月15日 札幌 Zepp札幌
  - 4月17日 名古屋 愛知厚生年金会館
  - 4月18日 倉敷 倉敷市民会館
  - 4月20日・21日 大阪 大阪厚生年金会館
  - 4月22日 大阪 梅田HEAT BEAT
  - 4月24日 福岡 福岡市民会館
- Alchemy Tour（1999年）
  - 11月24日 福岡 Zepp福岡
  - 11月25日 大阪 大阪厚生年金会館
  - 11月26日 名古屋 名古屋市公会堂
  - 11月27日・29日 東京 渋谷公会堂
  - 11月28日 東京 HMV新宿SOUTH[注 7]
  - 12月01日 仙台 イズミティ21
  - 12月02日 横浜 神奈川県民ホール
- Concerto Suite Live With The New Japan Philharmonic（2001年）
  - 6月15日 東京 すみだトリフォニーホール
  - 6月17日 東京 オーチャードホール
- War To End All Wars Tour（2001年）
  - 7月10日 新潟 新潟フェイズ
  - 7月12日 盛岡 岩手教育会館
  - 7月13日 横浜 横浜ベイホール
  - 7月14日 東京 渋谷公会堂
  - 7月16日 大阪 大阪厚生年金会館
  - 7月17日 広島 アステールプラザ
  - 7月18日 福岡 スカラエスパシオ
  - 7月19日 名古屋 CLUB DIAMOND HALL
  - 7月21日 静岡 静岡市民文化会館
  - 7月22日 東京 赤坂BLITZ
- Attack!! Tour（2002年）
  - 12月03日 川崎 CLUB CITTA'
  - 12月04日 盛岡 岩手教育会館
  - 12月05日 新潟 新潟フェイズ
  - 12月07日 東京 SHIBUYA-AX
  - 12月08日 東京 赤坂BLITZ
  - 12月10日 広島 広島CLUB QUATTRO
  - 12月12日 福岡 DRUM LOGOS
  - 12月13日 大阪 松下IMPホール
  - 12月14日 名古屋 名古屋CLUB QUATTRO
- Unleash The Fury Tour（2005年）
  - 12月12日 名古屋 CLUB DIAMOND HALL
  - 12月13日 大阪 なんばHatch
  - 12月14日 東京 東京厚生年金会館
  - 12月15日 東京 日本青年館
- Perpetual Flame Tour（2009年）
  - Deep Purple/Yngwie Malmsteen Joint Live
  - 4月08日 東京 東京国際フォーラム
  - 4月09日 名古屋 Zepp名古屋
  - 4月10日 広島 広島厚生年金会館
  - 4月12日 金沢 金沢歌劇座
  - 4月13日 大阪 大阪厚生年金会館
  - 4月15日 東京 東京国際フォーラム
- LIVE IN JAPAN（2015年）
  - 2月2日 東京 渋谷公会堂
- Yngwie Malmsteen 40th Anniversary Japan Tour 2024（2024年）
  - 05月07日 名古屋 Zepp名古屋
  - 05月09日 大阪 Zepp難波
  - 05月11日 東京 Zepp DiverCity東京
- Yngwie Malmsteen 40th Anniversary Japan Encore Tour 2024（2024年）
  - 12月20日 横浜 パシフィコ横浜 国立大ホール

### フェス
- JAPAN AID 2nd（1987年）
  - 10月04日 昭島 国営昭和記念公園
- LOUD PARK 13（2013年）
  - 10月20日 埼玉 さいたまスーパーアリーナ
- GENERATION AXE -A NIGHT OF GUITARS-（2017年）[注 8]
  - 4月3日 名古屋 Zepp名古屋
  - 4月4日 大阪 Zepp難波
  - 4月6日・7日 東京 Zepp東京
- GENERATION AXE -The Guitars That Destroyed The World-（2019年）[注 8]
  - 11月25日 福岡 Zepp福岡
  - 11月26日 大阪 Zepp難波
  - 11月28日 名古屋 Zepp名古屋
  - 11月29日 東京 豊洲PIT